# دونالد مک کریمون ماکای
 دونالد مک کریمون ماکای (انگلیسی: Donald MacCrimmon MacKay؛ زاده ۹ اوت ۱۹۲۲ درگذشته ۶ فوریهٔ ۱۹۸۷) یک دانشمند اهل بریتانیا بود.